# Карман, Патрик
Патрик Карман (родился 27 февраля 1966 года в Сейлем, Орегон) — американский писатель. 

## Биография
Патрик Кэрмен получил степень экономиста в Willamette University. Долгое время работал в рекламе, дизайнером компьютерных игр. После того, как основал свой частный бизнес, в свободное время начал писать для подростков и детей.
Живёт в маленьком городе Уолла-Уолла, Вашингтон, с женой Кэрен, двумя дочерьми, Риз и Сиеррой, и двумя собаками, Таффи и Отто.

### Серии

#### Земля Элиона / The Land of Elyon
- 2005 — Тайна тёмных холмов / The Dark Hills Divide
- 2005 — Терновая долина / Beyond the Valley of Thorns
- 2006 — Десятый город / The Tenth City
- 2007 — Into the Mist (Prequel)
- 2008 — Stargazer